# Panamauropus eucharis
Panamauropus eucharis är en mångfotingart som beskrevs av Paul Auguste Remy 1958. Panamauropus eucharis ingår i släktet Panamauropus och familjen Hansenauropodidae. Inga underarter finns listade i Catalogue of Life.